# 半乳糖醇2-脱氢酶
半乳糖醇2-脱氢酶（英語：galactitol 2-dehydrogenase，EC 1.1.1.16（页面存档备份，存于））是一种以NAD+或NADP+为受体、作用于供体CH-OH基团上的氧化还原酶。这种酶能催化以下酶促反应：
半乳糖醇 + NAD+ {\displaystyle \rightleftharpoons } D-塔格糖 + NADH + H+
半乳糖醇2-脱氢酶主要参与半乳糖的代谢过程。这种酶还能将拥有与伯羟基相邻的L-苏式构型（L-threo-configuration）的糖醛转化为对应的糖类。